# 早野實希子
早野 實希子（はやの みきこ、1971年1月11日 - ）は、愛知県出身の薬剤師、セラピスト、著述家。本名、早野実希子。

## 略歴
愛知県出身。東京薬科大学薬学部卒業。薬剤師資格取得後、北里大学東洋医学総合研究所勤務。London college of Fashion留学。International Traditional Herbal Medicine and Aromatherapyのアロマテラピー専門家GABRIEL MOJAYに師事し、IFPA認定アロマセラピストや、MLD（マニュアルリンパドレナージュ）などの民間資格取得。
2003年、ABSOLU HERBEEN設立。2007年、ABSOLU HERBEEN TOKYO（現Lyvolvant）オープン。2013年、ロンドン「Grace Belgravia」にて施術開始。2016年、早野実希子を早野實希子に改名。2019年、Lyvolvantに名称変更。2020年、ロンドン「The Lanesborough Club & Spa」にてMIKIKO HAYANO TEAMとしてトリートメント開始。

## 出演

### 連載
- ダイナースクラブ会員誌『シグネチャー』 「目利きが選ぶアレコレ」

### ラジオ
- J-WAVE（81.3 FM）『BOOM TOWN（MON-THU 9:00-11:30）』
- BAY FM78 光永亮太の「Beautiful Day!」

### テレビ
- Beautv VoCE（テレビ朝日 毎週金曜 深夜1:50）
- きれいの魔法(NHK Eテレ 毎週土曜 午後9:30 - 9:55）
- 林先生が驚く初耳学（TBS 毎週日曜 午後10：00）
- 未来シアター（日本テレビ 毎週金曜午後11：30 - 11：58）

### 監修
- USEN音楽放送　早野実希子監修オリジナルチャンネル「Signature music therapy MIKIKOHAYANO」

## 著書
- 「早野実希子の連動マッサージ　美の宝箱」（講談社）ISBN 978-4062169462
- 「世界一予約の取れない美容家だけが知っている成功者たちの『極意』」（大和書房）ISBN 978-4479795148
- 「生き抜く人がしている68の行動」（大和書房）ISBN 978-4479785330
- 「世界一予約のとれない美容家だけが知っている 成功者の習慣」（だいわ文庫） ISBN 978-4479320180
- 「タオル洗顔でシルクのような素肌に変わる」（宝島社） ISBN 978-4-8002-2431-6